# Slag bij Tolhuis
De Slag bij Tolhuis vond plaats op 12 juni 1672 tijdens de Hollandse Oorlog. De slag werd uitgevochten tussen het leger van de Republiek der Zeven Verenigde Nederlanden en het leger onder leiding van de Franse koning Lodewijk XIV.

## Aanloop
De regenten in Den Haag waren in de aanloop naar de Hollandse Oorlog in de veronderstelling dat het Franse leger als eerste haar kampement zou opslaan voor de muren van Maastricht en zou trachten de stad gewapenderhand in te nemen. In de Franse legerleiding werd deze optie besproken, maar koning Lodewijk XIV koos ervoor om de Republiek aan de oostkant binnen te vallen en beval zijn manschappen via het Prinsbisdom Keulen door te marcheren naar de Hollandse Rijnforten.
De Hollandse legerleiding onder leiding van de Prins van Oranje, Willem III, bevond zich op dat moment in Arnhem. Hier werd de mogelijkheid besproken wat voor gevolgen het zou hebben als de Fransen de Rijn zouden oversteken. Na het overleg nam generaal-majoor Jean Barton de Montbas, een Fransman in Hollandse dienst, zijn intrek in zijn hoofdkwartier Schenkenschanz. Echter, na een paar dagen vertrok De Montbas alweer met zijn troepen uit Schenkenschans, waardoor hij dit stuk van de Rijn onbewaakt achterliet.

## Slag
Ondertussen had het Franse leger de Rijn bij Lobith bereikt. In de nacht van 10 op 11 juni wees ene Jan Peters (ook wel Petersz, hij was veerman over de Rijn tussen de Houberg en de Ossenwaard, waar de slag plaats vond, en hij was pachter in de Steenwaard/Erfkamerlingschap) de Franse legerleiding op een doorwaadbare plaats door de rivier. Toen Willem III vernam waar het Franse leger zich ophield stuurde hij veldmaarschalk Paulus Wirtz naar Lobith om de opmars te vertragen.
Wirtz arriveerde op 12 juni bij de rivier, het Franse leger had zich aan de overkant van de rivier al in slagorde opgesteld. Wirtz plaatste daarop zijn drie compagnieën cavaleristen bij de doorwaadbare plaats. Een paar honderd meter verderop bij Tolhuis plaatste hij een regiment Friese infanteristen en zijn kanonnen. Tweeduizend Franse cavaleristen gingen in de aanval. De cavaleristen waren een gemakkelijk doelwit voor de Hollandse schutters en kanonnen, maar al snel brachten de Franse kanonnen de Hollandse kanonnen tot zwijgen.
Al snel nam de Nederlandse cavalerie de benen en de Friese soldaten legden al snel hun wapens neer ten teken dat zij zich overgaven, maar de Fransen bleven op hen afstormen. Toen greep men weer de wapens en bevocht men het Franse leger, maar tevergeefs: het resterende Nederlandse leger werd door de Fransen verslagen.

## Nasleep
Door de Franse oversteek bij Tolhuis was in één klap de IJssellinie onhoudbaar geworden. Hierdoor zou het gehele oosten van de Nederlandse Republiek openliggen voor het Franse leger. De Franse overwinning werd door zijn hovelingen thuis gezien als een van de grootste overwinningen van Lodewijk XIV en men liet in Versailles, dat nog in aanbouw was, in de Oorlogszaal Lodewijk XIV als een Romeinse ruiter afbeelden die een groep Germanen vertrapte.
Tijdens de slag was Condé gewond geraakt en nam Turenne het commando over. Hij liet het Franse leger in twee delen opsplitsen. Het ene deel trok op richting Nijmegen om die stad in te nemen, terwijl de andere helft een poging zou wagen om Arnhem in te nemen.

## De Slag bij Tolhuis in de kunst
De Slag bij Tolhuis, door de Fransen meestal aangeduid als Passage du Rhin (Oversteek van de Rijn), is onderwerp geweest van talrijke schilderijen, tekeningen en reliëfs. Van de schilders kunnen genoemd worden: Adam Frans van der Meulen (1672; meerdere versies, o.a. in het Louvre en Rijksmuseum Amsterdam), Sauveur Lecomte (ca. 1686-1694), Joseph Parrocel (1699) en Bénigne Gagneraux (1790). Een bekend reliëf bevindt zich op de Porte Saint-Denis in Parijs (Michel Anguier, 1673). Een ander reliëf is te zien op de sokkel van het ruiterstandbeeld van Lodewijk XIV op de Place des Victoires, eveneens in Parijs (Martin Desjardins, 1686; vervangen in 1822 door François Joseph Bosio).

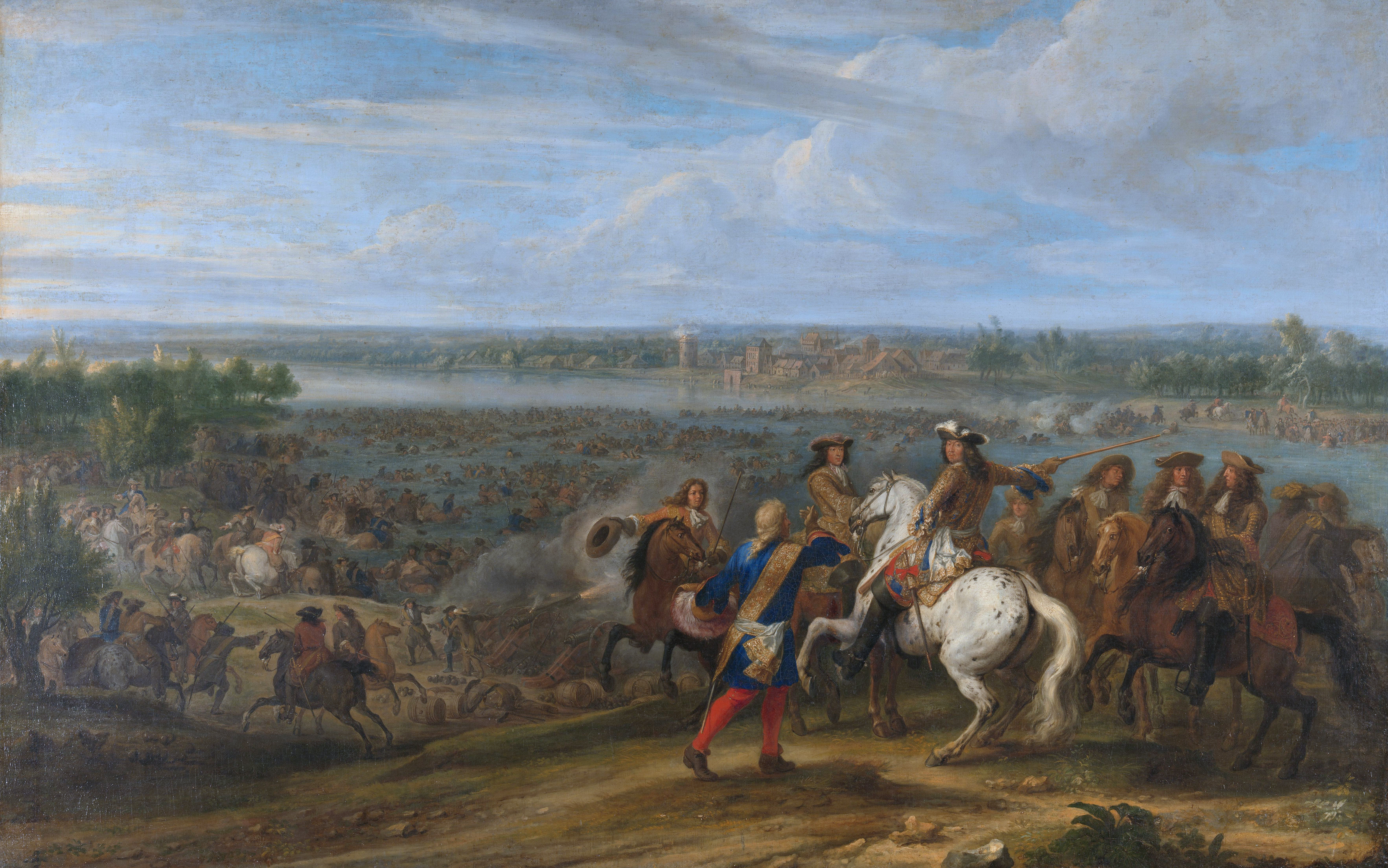
Schilderij van Adam Frans van der Meulen, Rijksmuseum Amsterdam
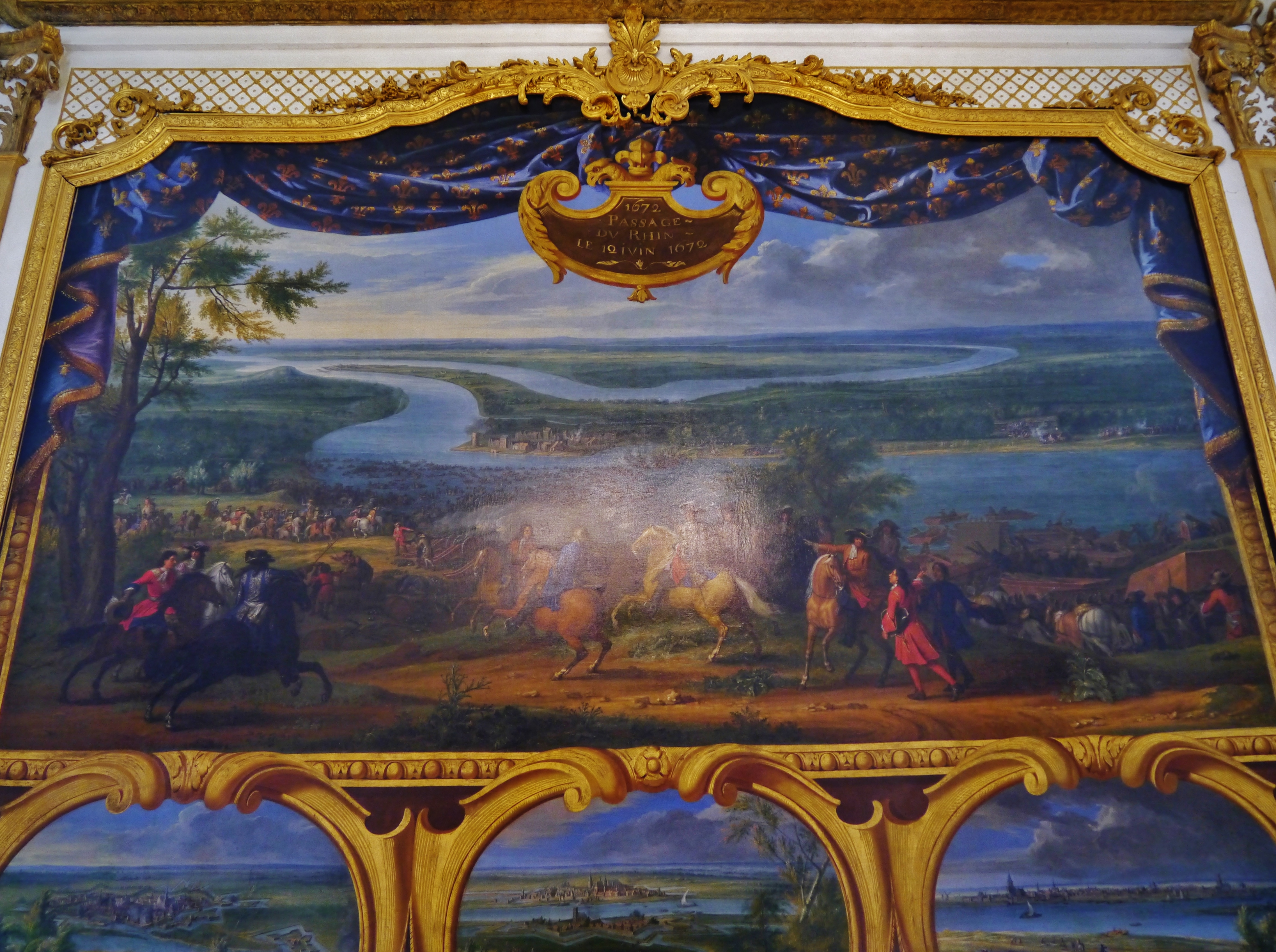
Schilderij van Sauveur Lecomte, Kasteel van Chantilly
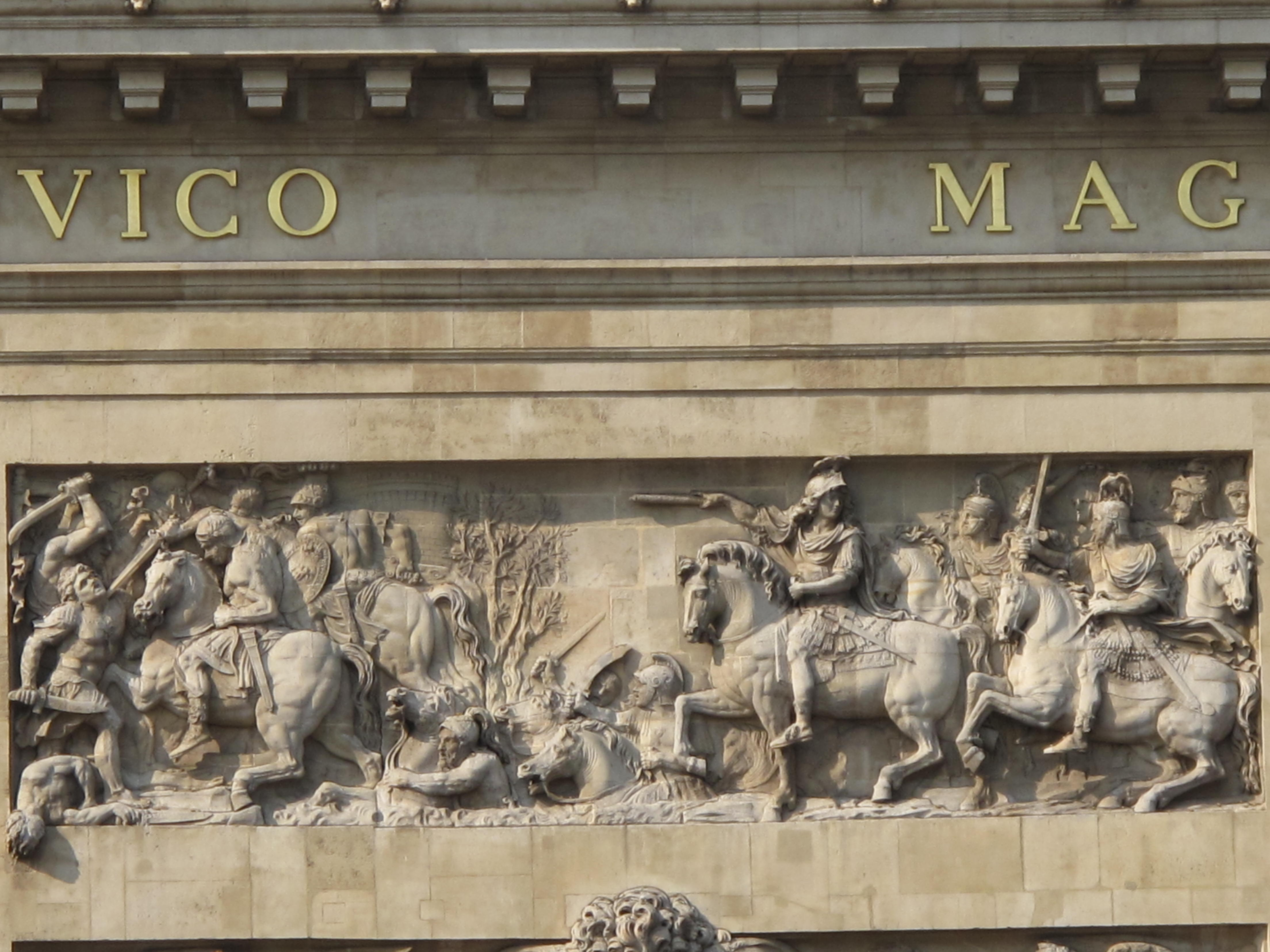
Reliëf van Michel Anguier, op de Porte Saint-Denis, Parijs
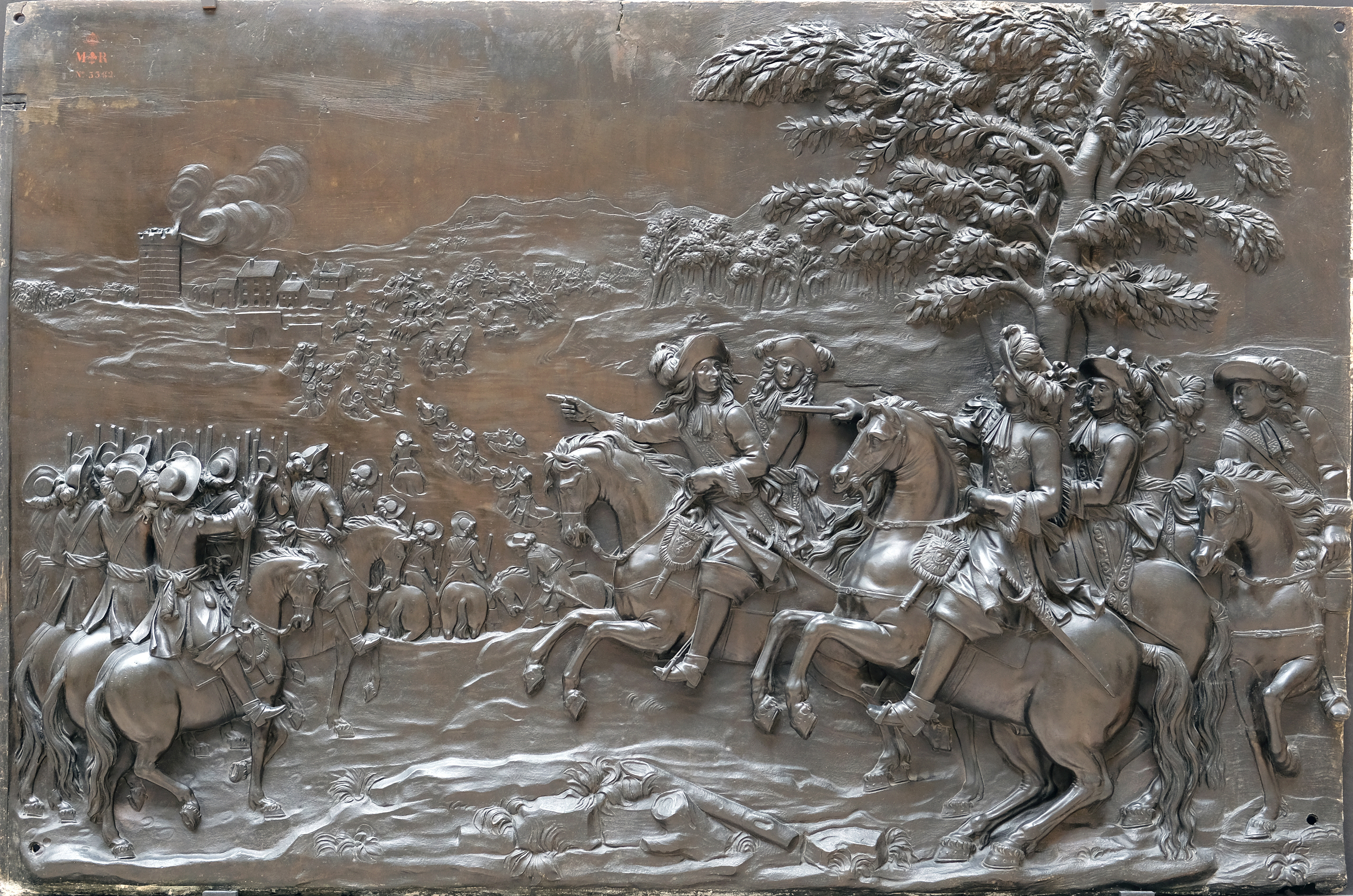
Reliëf van Martin Desjardins, Louvre, Parijs